# Tipperary
Tipperary (Iers: Tiobraid Árann) is een plaats in het midden van County Tipperary in Ierland, met bijna 5000 inwoners. Vroeger was het een marktplaats, en ook vandaag de dag is er een brede hoofdstraat met veel winkels. De stad heeft een treinstation met directe verbindingen naar de andere Ierse steden.
De stad is gelegen aan de N24 tussen Limerick en Waterford. Tipperary heeft een station aan de spoorlijn Rosslare - Limerick.
De stad dankt zijn bekendheid voor een groot deel aan een liedje uit de Eerste Wereldoorlog: It's a long way to Tipperary.

## Bekende inwoners
- Michael Hogan, teamleider van het Gaelic footballteam uit Tipperary, doodgeschoten op Bloody Sunday in 1920 in stadion Croke Park
- Shane MacGowan, zanger
- John Gerrard, kunstenaar